# Danny Cabezas Vera
Danny Cruzelio Cabezas Vera (Quito, Pichincha, Ecuador; 4 de marzo de 1985) es un exfutbolista ecuatoriano.

## Trayectoria
Se inició en la cantera juvenil de Caribe Juniros de Sucumbíos. Luego pasó al Club Deportivo El Nacional donde se consagró campeón de la Serie A de Ecuador en dos oportunidades, al ganar el torneo clausura 2005 y la edición 2006.

## Clubes
| Club                   | País    | Año       |
| ---------------------- | ------- | --------- |
| El Nacional            | Ecuador | 2006-2007 |
| Liga de Loja           | Ecuador | 2007      |
| El Nacional            | Ecuador | 2008-2012 |
| Liga de Loja           | Ecuador | 2013-2015 |
| Mushuc Runa            | Ecuador | 2016      |
| Liga de Portoviejo     | Ecuador | 2017-2018 |
| Atlético Santo Domingo | Ecuador | 2019      |
| CD Aampetra            | Ecuador | 2020      |
| La Unión               | Ecuador | 2022-2023 |

## Palmarés

### Campeonatos nacionales
| Título             | Club        | País    | Año           |
| ------------------ | ----------- | ------- | ------------- |
| Serie A de Ecuador | El Nacional | Ecuador | Clausura 2005 |
| Serie A de Ecuador | El Nacional | Ecuador | 2006          |